# Lista de pinturas de Rembrandt
Lista de pinturas por Rembrandt.
| Imagem | Título                                                                           | Ano                    | Técnica                                   | Dimensões (cm) | Galeria                                                  | Número | Comentários |
| ------ | -------------------------------------------------------------------------------- | ---------------------- | ----------------------------------------- | -------------- | -------------------------------------------------------- | ------ | --- |
|        | O Mercador de Óculos (Visão)                                                     | c. 1624                | Óleo sobre Tela                           | 21 x 17.8      | Museu de Lakenhal, Leida                                 | 1      | Hipotéticamente; da série Os Sentidos |
|        | Os Três Cantores (Audição)                                                       | c. 1624-1625           | Óleo sobre Tela                           | 21.6 x 17.8    | Coleção de Leida                                         | 2      | Hipotéticamente; da série Os Sentidos |
|        | A Cirurgia (Tato)                                                                | c. 1624-1625           | Óleo sobre Tela                           | 21.5 x 17.7    | Coleção de Leida                                         | 3      | Hipotéticamente; da série Os Sentidos |
|        | O Paciente Inconsciente (Olfato)                                                 | c. 1624-1625           | Óleo sobre Tela                           | 21.5 x 17.7    | Coleção de Leida                                         | 3A     | Hipotéticamente; da série Os Sentidos |
|        | Jesus Expulsando os Vendilhões                                                   | 1626                   | Óleo sobre Tela                           | 43.1 x 32      | Museu Pushkin, Moscou                                    | 4      | |
|        | O Martírio de São Estêvão                                                        | 1625                   | Óleo sobre Tela                           | 89.5 x 123.6   | Museu de Belas Artes de Lyon                             | 5      | |
|        | Busto de um Homem Usando uma Gorjeira e uma Boina Plumada                        | 1626                   | Óleo sobre Tela                           | 40 x 29.4      | Coleção Privada                                          | 6      | |
|        | Pintura Histórica                                                                | 1626                   | Óleo sobre Tela                           | 90 x 122       | Museu de Lakenhal, Leida                                 | 7      | Tema ainda em discussão. |
|        | Davi com a Cabeça de Golias diante de Saul                                       | 1626/1627              | Óleo sobre Tela                           | 27.2 x 39.6    | Museu das Belas Artes da Basileia                        | 8      | |
|        | O Batismo do Eunuco                                                              | 1626                   | Óleo sobre Tela                           | 63.5 x 48      | Museu de Arte Religiosa de Utrecht, Utrecht              | 9      | A face abradada de Filipe foi insatisfatóriamente retocada. |
|        | Balaão e a Jumenta                                                               | 1626                   | Óleo sobre Tela                           | 63.2 x 46.5    | Museu Cognacq-Jay, Paris                                 | 10     | |
|        | Alegoria Musical                                                                 | 1626                   | Óleo sobre Tela                           | 63.4 x 47.6    | Museu de Lakenhal, Leida                                 | 11     | |
|        | Tobias Acusando Ana de Roubar o Cabrito                                          | 1626                   | Óleo sobre Tela                           | 40.1 x 29.9    | Rijksmuseum, Amsterdam                                   | 12     | |
|        | A Fuga ao Egito                                                                  | 1627                   | Óleo sobre Tela                           | 27.5 x 24.7    | Museu de Belas Artes de Tours                            | 13     | |
|        | A Parábola do Rico Insensato                                                     | 1627                   | Óleo sobre Tela                           | 31.7 x 42.5    | Gemäldegalerie, Berlim                                   | 14     | |
|        | O Apostolo Paulo na Prisão                                                       | 1627                   | Óleo sobre Tela                           | 72.8 x 60.2    | Galeria de Estugardo                                     | 15     | [Demão]] mais escuras foram percebidas nos dois lados. |
|        | Simão no Templo                                                                  | c. 1628                | Óleo sobre Tela                           | 55.4 x 43.7    | Kunsthalle de Hamburgo                                   | 16     | A Túnica de Maria foi escurecida por uma segunda demão. A cor original era provavelmente um azul-esverdeado mais claro. |
|        | A Cirurgia no Pé                                                                 | 1628                   | Óleo sobre Tela                           | 31.8 x 24.4    | Coleção Privada                                          | 17     | |
|        | Rembrandt Rindo                                                                  | c. 1628                | Óleo sobre Cobre                          | 22.2 x 17.1    | Museu J. Paul Getty, Los Angeles                         | 18     | |
|        | Estudo de Auto-Retrato no Espelho                                                | c. 1627/1628           | Óleo sobre Tela                           | 42.8 x 33      | Museu de Arte de Indianápolis                            | 19     | |
|        | Estudo de Iluminação no Espelho                                                  | c. 1628                | Óleo sobre Tela                           | 22.6 x 18.7    | Rijksmuseum, Amsterdam                                   | 20     | |
|        | Busto de um Homem Usando Turbante                                                | c. 1628                | Óleo sobre Tela                           | 26.7 x 20.3    | A Coleção Kremer                                         | 21     | |
|        | A Mão Quente                                                                     | c. 1628                | Óleo sobre Tela                           | 21 x 27        | Galeria Nacional da Irlanda, Dublin                      | 22     | |
|        | Judas Arrependido, Returnando as Moedas de Prata]]                               | 1629                   | Óleo sobre Tela                           | 79 x 102.3     | Coleção Privada                                          | 23     | |
|        | O Pintor em seu Estúdio                                                          | c. 1628                | Óleo sobre Tela                           | 24.8 x 31.7    | Museu de Belas Artes de Boston                           | 24     | |
|        | A Ceia em Emaús                                                                  | 1629                   | Óleo sobre Tela                           | 37.4 x 42.3    | Museu Jacquemart-André, Paris                            | 25     | |
|        | Um Homem Velho Dorme Próximo ao Fogo                                             | 1629                   | Óleo sobre Tela                           | 51.9 x 40.8    | Galeria Sabauda, Turim                                   | 26     | |
|        | Dois Velhos Disputando(São Pedro e São Paulo)                                    | 1628                   | Óleo sobre Tela                           | 72.3 x 59.5    | National Gallery of Victoria, Melbourne                  | 27     | |
|        | O Apóstolo Paulo em sua escrivaninha                                             | c. 1629/1630           | Óleo sobre Tela                           | 47.2 x 38      | Germanisches Nationalmuseum, Nuremberg                   | 28     | A Pintura está coberta com uma camada grossa de verniz amarelado. |
|        | Auto-Retrato com Boina Plumada                                                   | 1629                   | Óleo sobre Tela                           | 89.7 x 73.5    | Museu Isabella Stewart Gardner, Boston                   | 29     | |
|        | Auto-Retrato com Gorjeira                                                        | c. 1629                | Óleo sobre Tela                           | 38.2 x 31      | Germanisches Nationalmuseum, Nuremberg                   | 30     | A Pintura foi coberta com uma camada de verniz amarelado e mostra retoques escurecidos. |
|        | Auto-Retrato Iluminado da Esquerda                                               | 1629                   | Óleo sobre Tela                           | 15.5 x 12.7    | Antiga Pinacoteca, Munique                               | 31     | |
|        | Auto-Retrato                                                                     | 1630-1635              | Óleo sobre Madeira                        | 22.2 x 16.6    | Metropolitan Museum of Art, Nova Iorque                  | 32     | |
|        | Auto-Retrato (‘stilus mediocris’)                                                | 1630                   | Óleo sobre Cobre                          | 15 x 12.2      | Museu Nacional de Belas-Artes da Suécia, Estocolmo       | 33     | |
|        | Busto de uma Mulher Velha em Oração (‘stilus gravis’)                            | c. 1630                | Óleo sobre Cobre                          | 15.5 x 12.2    | Residenzgalerie, Salzburg                                | 34     | |
|        | Soldado Rindo (‘stilus humilis’)                                                 | c. 1630                | Óleo sobre Cobre                          | 15.3 x 12.2    | Mauritshuis, Haia                                        | 35     | |
|        | Busto dne um Homem Velho                                                         | 1630                   | Óleo sobre Tela                           | 18.2 x 17.4    | Coleção Privada                                          | 36     | Reduzido à forma oval, subsequentemente feito em um retângulo por adições. |
|        | Sansão Traído por Dalila                                                         | c. 1628–1630           | Óleo sobre Tela                           | 61.3 x 50.1    | Gemäldegalerie, Berlim                                   | 37     | |
|        | Davi Tocando a Harpa para o Rei Saul                                             | c. 1630                | Óleo sobre Tela                           | 62 x 50        | Städel, Frankfurt                                        | 38     | A Pintura está mal preservadas em certas áreas. |
|        | Jeremias Lamentando a Destruição de Jerusalem                                    | 1630                   | Óleo sobre Tela                           | 58.3 x 46.6    | Rijksmuseum Amsterdam                                    | 39     | |
|        | São Pedro na Prisão                                                              | 1631                   | Óleo sobre Tela                           | 59.1 x 47.8    | Museu de Israel, Jerusalem                               | 40     | |
|        | Andromeda                                                                        | c. 1630                | Óleo sobre Tela                           | 34.5 x 25      | Mauritshuis, Haia                                        | 41     | A Pintura foi recortada em todos os lados. |
|        | O Bom Samaritano                                                                 | 1630                   | Óleo sobre Tela                           | 24.2 x 19.8    | Coleção Wallace, Londres                                 | 42     | |
|        | Busto de um Homem Velho Usando um Chapéu Peludo.                                 | 1629                   | Óleo sobre Tela                           | 22.2 x 17.7    | Museu Estatal de Tirol, Insbruque                        | 43     | |
|        | Estudo em Óleo de um Homem Velho                                                 | 1630                   | Óleo sobre Tela                           | 24.3 x 20.3    | Centro de Arte Agnes Etherington, Kingston               | 44     | |
|        | Estudo em Óleo de um Homem Velho                                                 | c. 1630                | Óleo sobre Tela                           | 19.5 x 16      | Museu Nacional de Arte da Dinamarca, Copenhagen          | 45     | |
|        | Busto de um Homem Velho                                                          | c. 1630                | Óleo sobre Tela                           | 46.9 x 38.8    | Mauritshuis, Haia                                        | 46     | |
|        | Simão no Templo                                                                  | 1631                   | Óleo sobre Tela                           | 60.9 x 47.9    | Mauritshuis, Haia                                        | 47     | |
|        | A Ressurreição de Lázaro                                                         | c. 1630–1632           | Óleo sobre Tela                           | 96.2 x 81.5    | Museu de Arte do Condado de Los Angeles                  | 48     | |
|        | O Rapto de Proserpina                                                            | c. 1631                | Óleo sobre Tela                           | 84.8 x 79.7    | Gemäldegalerie, Berlim                                   | 49     | O painel, que era originalmente mais alto, deve ter sido recortado no topo e embaixo. |
|        | O Rapto de Europa                                                                | 1632                   | Óleo sobre Tela                           | 62.2 x 77      | Museu J. Paul Getty, Los Angeles                         | 50     | |
|        | Uma mulher velha lendo                                                           | 1631                   | Óleo sobre Tela                           | 59.8 x 47.7    | Rijksmuseum Amsterdam                                    | 51     | |
|        | Cristo na cruz                                                                   | 1631                   | Óleo sobre Tela                           | 99.9 x 72.6    | Parish Church, Le Mas d'Agenais                          | 52     | |
|        | Auto-Retrato em vestimentas orientais, com um poodle ao lado                     | 1631                   | Óleo sobre Tela                           | 66.5 x 52      | Petit Palais, Paris                                      | 53     | O cachorro foi adicionado entre 1632 e 1633. |
|        | Minerva em seu Estudo                                                            | c. 1631                | Óleo sobre Tela                           | 60.5 x 49      | Gemäldegalerie,Berlin]]                                  | 54     | |
|        | Busto de um homem velho.                                                         | c. 1631                | Óleo sobre Tela                           | 59.9 x 51.1    | Coleção privada                                          | 55     | |
|        | Velho em Vestimentas Militares                                                   | c. 1631                | Óleo sobre Tela                           | 66 x 50.8      | Museu J. Paul Getty, Los Angeles                         | 56     | |
|        | Busto de Jovem com Chapéu Plumado                                                | 1631 – c. 1635         | Óleo sobre Tela                           | 80.3 x 64.8    | Museu de Arte de Toledo                                  | 57     | |
|        | Velho com Corrente de Ouro                                                       | 1631                   | Óleo sobre Tela                           | 83.5 x 75.6    | Art Institute of Chicago                                 | 58     | A pintura era, originalmente 7cm mais alta |
|        | Retrato de Nicolaes Ruts                                                         | 1631                   | Óleo sobre Tela                           | 116 x 87       | Coleção Frick, Nova Iorque                               | 59     | |
|        | Estudioso em sua Mesa                                                            | 1631                   | Óleo sobre Tela                           | 104.4 x 91.8   | Hermitage, São Petersburgo                               | 60     | A pintura era originalente 9cm mais alta |
|        | Dama e Cavalheiro de Preto                                                       | 1632                   | Óleo sobre Tela                           | 131.5 x 109    | Roubada do Museu Isabella Stewart Gardner, Boston        | 61     | A pintura foi bastante reduzida à esquerda. |
|        | Retrato de um Homem                                                              | 1632                   | Óleo sobre Tela                           | 90.8 x 68.57   | Museu de História da Arte em Viena, Vienna               | 62a    | Peça acompanha 62b |
|        | Retrato de uma Mulher                                                            | 1632                   | Óleo sobre Tela                           | 90 x 68        | Museu de História da Arte em Viena, Viena                | 62b    | Peça acompanha 62a |
|        | Retrato de um Homem, possivelmente da família Van Beresteyn                      | 1632                   | Óleo sobre Tela                           | 112 x 89       | Metropolitan Museum of Art, Nova Iorque                  | 63a    | Peça acompanha 63b |
|        | Retrato de uma Mulher, possivelmente da família Van Beresteyn                    | 1632                   | Óleo sobre Tela                           | 112.5 x 88.8   | Metropolitan Museum of Art, Nova Iorque                  | 63b    | Peça acompanha 63a. |
|        | Retrato de um Homem Ajustando sua Pena                                           | 1632                   | Óleo sobre Tela                           | 101.5 x 81.5   | Schloss Wilhelmshöhe, Kassel                             | 64a    | Peça acompanha 64b |
|        | Retrato de uma Mulher Sentada                                                    | 1632                   | Óleo sobre Tela                           | 92 x 71        | Academia de Belas-Artes de Viena                         | 64b    | Acompanha 64a. A pintura foi recortada de todos os lados. |
|        | Retrato da Princesa Amalia van Solms                                             | 1632                   | Óleo sobre Tela                           | 69.5 x 54.4    | Museu Jacquemart-André, Paris                            | 65b    | Acompanha 65a de van Honthorst. |
|        | Auto-Retrato como um burguês                                                     | 1632                   | Óleo sobre Tela                           | 64.4 x 47.6    | Coleção Burrell, Glasgow                                 | 66     | |
|        | Retrato de Maurits Huygens                                                       | 1632                   | Óleo sobre Tela                           | 31.1 x 24.5    | Kunsthalle de Hamburgo                                   | 67     | |
|        | Retrato de Jacques de Gheyn III                                                  | 1632                   | Óleo sobre Tela                           | 29.9 x 24.9    | Galeria de Dulwich, London                               | 68     | |
|        | Auto-Retrato                                                                     | 1632                   | Óleo sobre Tela                           | 21.8 x 16.3    | Coleção Privada                                          | 69     | |
|        | Retrato de Joris de Caullery                                                     | 1632                   | Óleo sobre Tela sobre Painel              | 102.5 x 83.8   | Museus de Belas Artes de São Francisco                   | 70     | |
|        | Retrato de um Jovem                                                              | 1632                   | Óleo sobre Tela                           | 63 x 46        | Museu Suermondt-Ludwig, Aachen                           | 71     | |
|        | Retrato de Marten Looten                                                         | 1632                   | Óleo sobre Tela                           | 92.8 x 74.9    | Museu de Arte do Condado de Los Angeles                  | 72     | |
|        | Retrato de um Homem de 40 Anos                                                   | 1632                   | Óleo sobre Tela                           | 75.6 x 52.1    | Metropolitan Museum of Art, Nova Iorque                  | 73     | |
|        | Retrato de uma Mulher de 39 Anos                                                 | 1632                   | Óleo sobre Tela                           | 74.5 x 55      | Museu Nivagaard                                          | 74     | A mão e o livreto foram adicionados por outro pintor. |
|        | Retrato de uma Mulher de 62 Anos                                                 | 1632                   | Óleo sobre Tela                           | 73.5 x 55      | Museu de Belas Artes de Boston                           | 75     | possivelmente Aeltje Pietersdr Uylenburgh |
|        | A Lição de Anatomia do Dr. Tulp                                                  | 1632                   | Óleo sobre Tela                           | 169.5 x 216.5  | Mauritshuis, Haia                                        | 76     | |
|        | Retratos de Jean Pellicorne e seu filho Casper                                   | 1632                   | Óleo sobre Tela                           | 155 x 123      | Coleção Wallace, Londres                                 | 77a    | Acompanha 77b |
|        | Retratos de Susanna van Collen e sua filha Anna                                  | 1632                   | Óleo sobre Tela                           | 153 x 121      | Coleção Wallace, Londres                                 | 77b    | Acompanha 77a |
|        | Busto de uma Jovem                                                               | 1632                   | Óleo sobre Tela                           | 60.6 x 45      | Coleção de Leida                                         | 78     | |
|        | Busto de uma Jovem com Chapéu                                                    | 1632                   | Óleo sobre Tela montado em painel         | 60.6 x 45      | Coleção Privada                                          | 79     | Originalmente retangular e maior em todos os lados. |
|        | Meia-Figura de uma Jovem de Perfil com Leque                                     | 1632                   | Óleo sobre Tela                           | 72.5 x 54.8    | Museu Nacional de Belas-Artes da Suécia, Estocolmo       | 80     | Reduzida de todos os lados. |
|        | Velho Barbudo                                                                    | 1632                   | Óleo sobre Tela                           | 66.5 x 51      | Museu Fogg, Cambridge                                    | 81     | |
|        | Estudo de um Velho com Corrente de Ouro                                          | 1632                   | Óleo sobre Tela                           | 59 x 46.5      | Schloss Wilhelmshöhe, Kassel                             | 82     | |
|        | O Apóstolo Pedro                                                                 | 1632                   | Óleo sobre Tela                           | 81.3 x 66.2    | Museu Nacional de Belas-Artes da Suécia, Estocolmo       | 83     | |
|        | Homem em Vestimentas Orientais                                                   | 1632                   | Óleo sobre Tela                           | 152.7 x 111.1  | Metropolitan Museum of Art, Nova Iorque                  | 84     | |
|        | Estudioso Perto de uma Janela                                                    | 1631                   | Óleo sobre Tela                           | 60.8 x 47.3    | Museu Nacional de Belas-Artes da Suécia, Estocolmo       | 85     | |
|        | Filósofo em Meditação                                                            | 1632                   | Óleo sobre Tela                           | 28.2 x 34.4    | Museu do Louvre, Paris                                   | 86     | |
|        | Retrato de um Homem                                                              | 1638                   | Óleo sobre Tela                           | 63.5 x 47.3    | Museu Herzog Anton Ulrich, Braunschweig                  | 87a    | Acompanha 87b. |
|        | Retrato de uma Mulher                                                            | 1638                   | Óleo sobre Tela                           | 63 x 48        | Museu Herzog Anton Ulrich, Braunschweig                  | 87b    | Acompanha 87a. |
|        | Retrato de um Homem Levantando de Sua Cadeira                                    | 1633                   | Óleo sobre Tela                           | 124 x 98.5     | Museu de Arte de Taft, Cincinnati                        | 88a    | Acompanha 88b. |
|        | Retrato de uma Jovem com Leque                                                   | 1633                   | Óleo sobre Tela                           | 126.2 x 100.5  | Metropolitan Museum of Art, Nova Iorque                  | 88b    | Acompanha 88a. |
|        | Retrato de Jan Rijcksen e sua Esposa Griet Jans]]                                | 1633                   | Óleo sobre Tela                           | 111 x 166      | Royal Collection                                         | 89     | |
|        | Retrato de Johannes Wtenbogaert                                                  | 1633                   | Óleo sobre Tela                           | 123 x 105      | Rijksmuseum Amsterdam                                    | 90     | |
|        | Retrato de um Homem                                                              | 1633                   | Óleo sobre Tela                           | 128.5 x 100.5  | Schloss Wilhelmshöhe, Kassel                             | 91     | |
|        | Retrato de um Homem Vestindo um Gibão Vermelho                                   | 1633                   | Óleo sobre Tela                           | 63.5 x 50.5    | Coleção de Leida                                         | 92     | |
|        | Retrato de uma Jovem                                                             | 1633                   | Óleo sobre Tela                           | 63.5 x 47.5    | Museu de Belas-Artes de Houston                          | 93     | |
|        | Busto de Saskia Sorrindo                                                         | 1633                   | Óleo sobre Tela                           | 52.5 x 44      | Coleções de Arte Nacional de Dresden                     | 94     | |
|        | Retrato de Metade de Saskia van Uylenburgh                                       | c. 1633–1642           | Óleo sobre Tela                           | 99.5 x 78.8    | Schloss Wilhelmshöhe, Kassel                             | 95     | Um documento do século 18 provem evidência que a pintura originalmente media cerca de 128 x 104.5 cm e era arredondada acima |
|        | Auto-Retrato Usando Corrente de Ouro                                             | 1633                   | Óleo sobre Tela                           | 61 x 48.1      | Museu do Louvre, Paris                                   | 96     | |
|        | Auto-Retrato com Boina e Corrente de Ouro                                        | 1633                   | Óleo sobre Tela                           | 70.4 x 54      | Museu do Louvre, Paris                                   | 97     | |
|        | Busto de uma Jovem                                                               | 1633                   | Óleo sobre Tela                           | 65 x 48        | Rijksmuseum Amsterdam                                    | 98     | |
|        | Homem em Vestimentas Orientais                                                   | c. 1633–1634           | Óleo sobre Tela                           | 98 x 74        | Galeria Nacional de Arte, Washington                     | 99     | |
|        | Uma Jovem na Privada                                                             | 1633                   | Óleo sobre Tela                           | 110.5 x 94.3   | Galeria Nacional do Canadá, Ottawa                       | 100    | |
|        | Bellona                                                                          | 1633                   | Óleo sobre Tela                           | 127 x 97.5     | Metropolitan Museum of Art, Nova Iorque                  | 101    | |
|        | Daniel se Recusa a Adorar o Ídolo Baal                                           | 1633                   | Óleo sobre Tela                           | 23.4 x 30.1    | Museu J. Paul Getty, Los Angeles                         | 102    | |
|        | Um Busto de um Velho                                                             | 1633                   | Grisaille, Papel em Painel                | 10.6 x 7.2     | Coleção Privada                                          | 103    | |
|        | Busto de um Homem em Vestimenta Oriental                                         | 1633                   | Óleo sobre Tela                           | 85.8 x 63.8    | Antiga Pinacoteca, Munique                               | 104    | |
|        | A Tempestade do Mar da Galileia                                                  | 1633                   | Óleo sobre Tela                           | 160 x 128      | Roubada do Museu Isabella Stewart Gardner, Boston        | 105    | |
|        | Elevação da Cruz                                                                 | 1633                   | Óleo sobre Tela                           | 95.7 x 72.2    | Antiga Pinacoteca, Munique                               | 106    | Parte da série "Paixão" |
|        | A Decida da Cruz                                                                 | 1632/1633              | Óleo sobre Tela                           | 89.6 x 65      | Antiga Pinacoteca, Munique                               | 107    | Parte da série "Paixão" |
|        | José Contando seus Sonhos                                                        | 1634                   | Grisaille                                 | 55.8 x 39.7    | Rijksmuseum Amsterdam                                    | 108    | Feito em preparação para uma pintura não terminada da série "Paixão" |
|        | A Adoração de Magi                                                               | 1633                   | Grisaille                                 | 44.8 x 39.1    | Hermitage, São Petersburgo                               | 109    | Feito em preparação para uma pintura não terminada da série "Paixão" |
|        | João, o Batista Pregando                                                         | c. 1633/1634           | Grisaille, Tela                           | 62.7 x 81.1    | Gemäldegalerie, Berlim                                   | 110    | |
|        | Cristo e seus Discípulos                                                         | 1634                   | Desenhado em Papel. Caneta e tinta marrom | 35.7 x 48.8    | Museu Teyler, Harlem                                     | 111    | |
|        | Ecce Homo                                                                        | 1634                   | Grisaille                                 | 54.5 x 44.5    | Nation Gallery, Londres                                  | 112    | Em preparação para uma pintura não finalizada da série "paixão" |
|        | A Lamentação                                                                     | c. 1633/1634           | Grisaille, papel em Tela                  | 31.9 x 26.7    | National Gallery, London                                 | 113    | |
|        | Entumbamento                                                                     | 1633/1634              | Grisaille, painel                         | 32.1 x 40.3    | Museu e Galeria de Arte de Hunterian, Glasgow            | 114    | |
|        | Retrato de um Jovem Solteiro                                                     | 1634                   | Óleo sobre Tela                           | 70 x 52        | Museu Hermitage, São Petersburgo                         | 115    | A pintura foi coberta com uma camada de verniz amarelado |
|        | Retrato de uma mulher de 83 anos                                                 | 1634                   | Óleo sobre Tela                           | 68.7 x 53.8    | National Gallery, Londres                                | 116    | Possivelmente Aechje Claesdr, mãe de Dirck Jansz Pesser |
|        | Retrato de Dirck Jansz Pesser                                                    | 1634                   | Óleo sobre Tela                           | 71 x 53        | Museu de Arte do Condado de Los Angeles                  | 117a   | Acompanha 117b |
|        | Retrato de van Haesje Jacobsdr van Cleyburgh                                     | 1634                   | Óleo sobre Tela                           | 71 x 53        | Rijksmuseum, Amsterdam                                   | 117b   | Acompanha 117a |
|        | Retrato de um Homem com Chapeu Largo Dobrado                                     | 1634                   | Óleo sobre Tela                           | 70 x 53        | Museu de Belas Artes de Boston                           | 118a   | Acompanha 118b |
|        | Retrato de uma Mulher                                                            | 1634                   | Óleo sobre Tela                           | 69.5 x 53      | Museu de Belas Artes de Boston                           | 118b   | Acompanha 118a |
|        | Retrato de um Homem de 41 anos                                                   | 1633                   | Óleo sobre Tela                           | 69.3 x 54.8    | Museu Norton Simon, Pasadena                             | 119a   | Possivelmente Pieter Sijen. Acompanha 119b |
|        | Retrato de uma Mulher de 40                                                      | 1634                   | Óleo sobre Tela                           | 69 x 55        | Museu de Arte Speed, Louisville                          | 119b   | , Possivelmente Marretje Cornelisdr van Grotewal. Acompanha 119a |
|        | Retrato de Maerten Soolmans                                                      | 1634                   | Óleo sobre Tela                           | 207 x 132.5    | Posse compartilhada entre Rijksmuseum e Louvre           | 120a   | Acompanha 120b |
|        | Retrato de Oopjen Coppit                                                         | 1634                   | Óleo sobre Tela                           | 207 x 132      | Posse compartilhada entre Rijksmuseum e Louvre           | 120b   | Acompanha 120a |
|        | Retrato de Reverendo Johannes Elison                                             | 1634                   | Óleo sobre Tela                           | 173 x 123      | Museu de Belas Artes de Boston                           | 121a   | Acompanha 121b |
|        | Retrato de Maria Bockenolle                                                      | 1634                   | Óleo sobre Tela                           | 174.5 x 123    | Museu de Belas Artes de Boston                           | 121b   | Acompanha 121a |
|        | Auto-Retrato Oval com Olhos Maquiados                                            | 1634                   | Óleo sobre Tela                           | 70.8 x 55.2    | Coleção de Leida, Nova Iorque                            | 122    | |
|        | Auto-Retrato com Chapéu e Capa Peluda                                            | 1634                   | Óleo sobre Tela                           | 58.3 x 47.5    | Gemäldegalerie, Berlim                                   | 123    | A Pintura foi coberta com uma camada de verniz amarelada |
|        | Cupido Assoprando Bolhas de Sabão                                                | 1634                   | Óleo sobre Tela                           | 75 x 92.62     | Museu de Liechtenstein, Viena                            | 124    | |
|        | Flora                                                                            | 1634                   | Óleo sobre Tela                           | 125 x 101      | Hermitage, São Petersburgo                               | 125    | |
|        | A Descida da Cruz                                                                | 1634                   | Óleo sobre Tela                           | 159.3 x 116.4  | Museu Hermitage, São Petersburgo                         | 126    | |
|        | A Incredulidade de Tómas                                                         | 1634                   | Óleo sobre Tela                           | 53 x 50        | Museu Pushkin, Moscou                                    | 127    | |
|        | Artemisia                                                                        | 1634                   | Óleo sobre Tela                           | 142 x 153      | Museu do Prado, Madrid                                   | 128    | |
|        | Um Estudioso, Sentado em uma Mesa com Livros                                     | 1634                   | Óleo sobre Tela                           | 145 x 134      | Galeria Nacional de Praga                                | 129    | |
|        | Diana se Banhando com suas Ninfas com Acteão e Calisto                           | 1634                   | Óleo sobre Tela                           | 73.5 x 93.5    | Museu Wasserburg, Anholt                                 | 130    | |
|        | A Fuga para o Egito                                                              | 1634                   | Óleo sobre Tela                           | 52 x 40.1      | Coleção Privada                                          | 130A   | |
|        | A Família Sagrada                                                                | 1634                   | Óleo sobre Tela                           | 195 x 132      | Antiga Pinacoteca, Munique                               | 131    | |
|        | Retrato de Philips Lucasz                                                        | 1635                   | Óleo sobre Tela                           | 79.5 x 58.9    | Nation Gallery, Londres                                  | 132a   | Acompanha 132b |
|        | Retrato de Petronella Buys]]                                                     | 1635                   | Óleo sobre Tela                           | 78.8 x 65.3    | Coleção Privada                                          | 132b   | |
|        | Retrato de um Homem de Chapéu e Bandoleira                                       | 1635                   | Óleo sobre Tela                           | 78.5 x 65.7    | Museu de Arte Kawamura, Sakura                           | 133a   | Acompanha 133b. A pintura sofreu quando foi transferida de painel para tela em 1929 e excesso de limpeza. |
|        | Retrato de uma Jovem                                                             | 1635                   | Óleo sobre Tela                           | 78 x 65        | Museu de Arte de Cleveland                               | 133b   | Acompanha 133a. Sofreu por excesso de limpeza |
|        | Auto-Retrato Vestindo uma Boina Plumada Branca                                   | 1635                   | Óleo sobre Tela                           | 90.5 x 71.8    | Buckland Abbey                                           | 134    | |
|        | O Filho Pródigo na Taverna                                                       | 1635                   | Óleo sobre Tela                           | 161 x 131      | Coleções de Arte Nacional de Dresden                     | 135    | |
|        | Sacrifício de Abraão                                                             | 1635                   | Óleo sobre Tela                           | 193.5 x 132.8  | Hermitage, São Petersburgo                               | 136    | The painting is covered by a layer of yellowed varnish |
|        | O Rapto de Ganymede]]                                                            | 1635                   | Óleo sobre Tela                           | 177 x 130      | Coleções de Arte Nacional de Dresden                     | 137    | |
|        | Flora                                                                            | 1635                   | Óleo sobre Tela                           | 123.5 x 97.5   | Nation Gallery, Londres                                  | 138    | |
|        | Minerva                                                                          | 1635                   | Óleo sobre Tela                           | 137 x 116      | Coleção de Leida, Nova Iorque                            | 139    | |
|        | Samsão Ameaçando seu Sogro                                                       | c. 1635                | Óleo sobre Tela                           | 159 x 131      | Gemäldegalerie, Berlim                                   | 140    | |
|        | Busto de um Homem com Vestimentas Orientais                                      | 1635                   | Óleo sobre Tela                           | 72 x 54.5      | Rijksmuseum Amsterdam                                    | 141    | |
|        | Busto de um Velho Barbudo com Roupas Chiques                                     | 1635                   | Óleo sobre Tela                           | 72.5 x 62.1    | Royal Collection                                         | 142    | |
|        | Banquete de Belsazar                                                             | 1635                   | Óleo sobre Tela                           | 167.6 x 209.2  | Nation Gallery, Londres                                  | 143    | |
|        | Susanna Tomando Banho                                                            | 1636                   | Óleo sobre Tela                           | 47.2 x 38.6    | Mauritshuis, Haia                                        | 144    | |
|        | A Ascenção                                                                       | 1636                   | Óleo sobre Tela                           | 93 x 68.7      | Antiga Pinacoteca, Munique                               | 145    | Parte da série "Paixão" |
|        | Auto-Retrato Transformado em 'tronie'                                            | c. 1633–1636           | Óleo sobre Tela                           | 56 x 47        | Gemäldegalerie, Berlim                                   | 146    | |
|        | O Porta-Bandeira                                                                 | 1636                   | Óleo sobre Tela                           | 118.8 x 96.8   | Coleção de Elie de Rothschild, Paris                     | 147    | |
|        | Cegando Samsão                                                                   | 1636                   | Óleo sobre Tela                           | 205 x 272      | Städel, Frankfurt                                        | 148    | |
|        | Danaë                                                                            | c. 1636 – c. 1643      | Óleo sobre Tela                           | 185 x 203      | Hermitage, São Petersburgo                               | 149    | Foi avariada bastante em 1985 |
|        | Anjo Rafael Deixando Tobias e sua Família                                        | 1637                   | Óleo sobre Tela                           | 66 x 52        | Museu do Louvre, Paris                                   | 150    | |
|        | A Parábola dos Trabalhadores na Vinha                                            | 1637                   | Óleo sobre Tela                           | 31 x 42        | Hermitage, São Petersburgo                               | 151    | |
|        | Paisagem de Rio com Ruínas                                                       | c. 1637 – c. 1645      | Óleo sobre Tela                           | 67 x 87.5      | Schloss Wilhelmshöhe, Kassel                             | 152    | |
|        | Acordo do Estado                                                                 | 1637                   | Óleo sobre Tela                           | 74.6 x 101     | Museu Boijmans Van Beuningen, Rotterdam                  | 153    | |
|        | Auto-Retrato                                                                     | 1637                   | Óleo sobre Tela                           | 64 x 49        | Coleção Wallace, Londres                                 | 154    | A pintura originalente era maior (c. 75 x 55 cm) e retangular. |
|        | Um Nobre Polonês                                                                 | 1637                   | Óleo sobre Tela                           | 96.7 x 66.1    | Galeria Nacional de Arte, Washington                     | 155    | |
|        | Retrato do Pregador Eleazar Swalmius                                             | 1637                   | Óleo sobre Tela                           | 132 x 109      | Museu Real de Belas Artes de Antuérpia                   | 156    | |
|        | Busto de um Homem com Chapéu Plumado                                             | 1637                   | Óleo sobre Tela                           | 62.5 x 47      | Mauritshuis, Haia                                        | 157    | |
|        | Cristo Aparecendo pra Maria Madalena                                             | 1638                   | Óleo sobre Tela                           | 61 x 49.5      | Royal Collection                                         | 158    | |
|        | Paisagem com Bom Samaritano                                                      | 1638                   | Óleo sobre Tela                           | 46.5 x 66      | Museu Czartoryski, Kraków                                | 159    | |
|        | O Casamento de Sansão                                                            | 1638                   | Óleo sobre Tela                           | 126 x 175      | Coleções de Arte Nacional de Dresden                     | 160    | |
|        | Mulher com Espelho                                                               | 1638                   | Óleo sobre Tela                           | 23.9 x 32.5    | Hermitage, São Petersburgo                               | 161    | |
|        | O Entubamento                                                                    | 1635–1639              | Óleo sobre Tela                           | 92.6 x 68.9    | Antiga Pinacoteca, Munique                               | 162    | Parte da série "Paixão" |
|        | A Ressureição                                                                    | 1639                   | Óleo sobre Tela                           | 92.9 x 67      | Antiga Pinacoteca, Munique                               | 163    | Parte da série "Paixão" |
|        | Rei Uzias Tomado pela Lepra                                                      | c. 1639/1640           | Óleo sobre Tela                           | 102.8 x 78.8   | Chatsworth House                                         | 164    | |
|        | Dois Pavões Mortos e uma Menina                                                  | 1639                   | Óleo sobre Tela                           | 145 x 135.5    | Rijksmuseum Amsterdam                                    | 165    | |
|        | Um Abetouro Morto                                                                | 1639                   | Óleo sobre Tela                           | 120.7 x 88.3   | Coleções de Arte Nacional de Dresden                     | 166    | A Pintura está Coberta de uma canmada de verniz amarelada |
|        | Retrato de um Homem Segurando Chapéu                                             | c. 1640                | Óleo sobre Tela                           | 81.4 x 71.4    | Museu Hammer, Los Angeles                                | 167    | O painel foi recortado de todos os cantos. |
|        | Retrato de um Homem em Pé                                                        | 1639                   | Óleo sobre Tela                           | 200 x 124.2    | Schloss Wilhelmshöhe, Kassel                             | 168    | Possivelmente Andries de Graeff |
|        | Retrato de Aletta Adriaensdr                                                     | 1639                   | Óleo sobre Tela                           | 64.7 x 55.3    | Museu Boijmans Van Beuningen, Rotterdam                  | 169    | |
|        | Auto-Retrato                                                                     | 1640                   | Óleo sobre Tela                           | 80.5 x 62.8    | Museu do Louvre, Paris                                   | 170    | |
|        | Busto de uma Jovem                                                               | c. 1640                | Óleo sobre Tela                           | 60.5 x 49      | Galeria Nacional de Arte, Washington                     | 171    | |
|        | Auto-Retrato                                                                     | c. 1639                | Óleo sobre Tela                           | 63 x 50.1      | Museu Norton Simon, Pasadena                             | 172    | |
|        | A Santa Família com Santa Ana                                                    | 1640                   | Óleo sobre Tela                           | 40.6 x 34      | Museu do Louvre, Paris                                   | 173    | A Pintura foi coberta com uma camada de verniz amarelado |
|        | A Visita                                                                         | 1640                   | Óleo sobre Tela                           | 56.5 x 47.8    | Detroit Institute of Arts                                | 174    | |
|        | A Ponte de Pedra                                                                 | c. 1638/1640           | Óleo sobre Tela                           | 29.5 x 42.5    | Rijksmuseum Amsterdam                                    | 175    | |
|        | Montanha com a Tempestade Aproximando                                            | 1640                   | Óleo sobre Tela                           | 52 x 72        | Museu Herzog Anton Ulrich, Braunschweig                  | 176    | |
|        | Retrato de Herman Doomer                                                         | 1640                   | Óleo sobre Tela                           | 75.2 x 55.3    | Metropolitan Museum of Art, Nova Iorque                  | 177a   | Acompanha 177b |
|        | Retrato de Baertje Martens                                                       | 1640                   | Óleo sobre Tela                           | 75.1 x 55.9    | Hermitage, São Petersburgo                               | 177b   | Acompanha 177a |
|        | Auto-Retrato                                                                     | c. 1640                | Óleo sobre Tela                           | 72.2 x 58.3    | Museu Thyssen-Bornemisza, Madrid                         | 178    | |
|        | Auto-Retrato aos 34 Anos                                                         | 1640                   | Óleo sobre Tela                           | 93 x 80        | Nation Gallery, Londres                                  | 179    | |
|        | Retrato de uma Mulher                                                            | 1641                   | Óleo sobre Tela                           | 99.5 x 81.5    | Six Foundation, Amsterdam                                | 180    | Possivelmente Anna Wijmer |
|        | Saskia como uma Flora                                                            | 1641                   | Óleo sobre Tela                           | 98.5 x 82.5    | Coleções de Arte Nacional de Dresden                     | 181    | |
|        | Estudo de uma Mulher Iluminada Obliquanebte por trás                             | 1640                   | Óleo sobre Tela                           | 46.5 x 37.5    | Coleção de Leida, Nova Iorque                            | 182    | |
|        | Retrato do Pregador Cornelius Claesz Anslo e sua Esposa Aaltje Gerritsdr Shouten | 1641                   | Óleo sobre Tela                           | 176 x 210      | Gemäldegalerie, Berlim                                   | 183    | |
|        | Retrato de Maria Trip                                                            | 1641(?)                | Óleo sobre Tela                           | 107 x 82       | Rijksmuseum Amsterdam                                    | 184b   | Acompanha 184a |
|        | Estudioso na Escrivaninha                                                        | 1641                   | Óleo sobre Tela                           | 104 x 76       | Castelo Real de Varsóvia                                 | 185    | |
|        | A Garota na Moldura da Pintura                                                   | 1641                   | Óleo sobre Tela                           | 104 x 76       | Castelo Real de Varsóvia                                 | 186    | |
|        | Retrato de Nicolas van Bambeeck em Moldura de Pintura                            | 1641                   | Óleo sobre Tela                           | 108.8 x 83.3   | Museus Reais de Belas-Artes da Bélgica, Bruxelas         | 187a   | Acompanha 187b |
|        | Retrato de Agatha Bas Na moldura da Pintura                                      | 1641                   | Óleo sobre Tela                           | 104 x 82       | Royal Collection                                         | 187b   | Acompanha 187a |
|        | Davi e Jônatas                                                                   | 1642                   | Óleo sobre Tela                           | 73 x 61        | Hermitage, São Petersburgo                               | 188    | |
|        | Auto Retrato                                                                     | 1642                   | Óleo sobre Tela                           | 69.9 x 58.4    | Royal Collection                                         | 189    | |
|        | Vigia Noturna                                                                    | 1642                   | Óleo sobre Tela                           | 363 x 438      | Rijksmuseum Amsterdam                                    | 190    | |
|        | Retrato de um Homem com um Falcão                                                | 1643                   | Óleo sobre Tela                           | 114 x 97.3     | Coleção Privada                                          | 191a   | Acompanha 191b |
|        | Retrato de uma Mulher com Leque                                                  | 1643                   | Óleo sobre Tela                           | 114.5 x 98     | Coleção Privada                                          | 191b   | Acompanha 191a |
|        | Um Velho em Vestes Ricas                                                         | 1643                   | Óleo sobre Tela                           | 72.5 x 58.5    | Woburn Abbey                                             | 192    | Possivelmente acompanha 193. |
|        | Busto de uma Mulher                                                              | 1643                   | Óleo sobre Tela                           | 72 x 59        | Gemäldegalerie, Berlim                                   | 193    | Possivelmente Acompanha 192. |
|        | Sarah Esperando Tobias                                                           | 1643                   | Óleo sobre Tela                           | 81.2 x 67.9    | Galeria Nacional da Escócia, Edimburgo                   | 194    | |
|        | Retrato de um Homem com uma Gorjeira de Metal                                    | 1644                   | Óleo sobre Tela                           | 94.3 x 77.8    | Metropolitan Museum of Art, Nova Iorque                  | 195    | Cortada no canto inferior |
|        | Cristo e a Adúltera                                                              | 1644                   | Óleo sobre Tela                           | 83.8 x 65.4    | Nation Gallery, Londres                                  | 196    | |
|        | Uma Mulher Chorando                                                              | c. 1644                | Óleo sobre Tela                           | 21.3 x 16.8    | Detroit Institute of Arts                                | 197    | Esboço em óleo em preparação para 196 |
|        | Santa Família com Anjos                                                          | 1645                   | Óleo sobre Tela                           | 117 x 91       | Hermitage, São Petersburgo                               | 198    | Pedaços de tela de tamanho consideráveis do topo e dos lados estão sumidos |
|        | Auto Retrato de Boina e Capa Vermelha                                            | c. 1645/1648           | Óleo sobre Tela                           | 73.5 x 59.6    | Staatliche Kunsthalle Karlsruhe                          | 199    | O tamanho da pintura foi alterado diversas vezes, assim como seu formato( de retangular para oval para retangular e para oval novamente). |
|        | Garota Apoiada no Parapeito da Janela de Pedra                                   | 1645                   | Óleo sobre Tela                           | 81.6 x 66      | Galeria de Dulwich, Londres                              | 200    | |
|        | Tobite e Ana                                                                     | 1645                   | Óleo sobre Tela                           | 20 x 27        | Gemäldegalerie, Berlim                                   | 201    | |
|        | O Sonho de José no Estábulo de Belem                                             | 1645                   | Óleo sobre Tela                           | 20.7 x 27.8    | Gemäldegalerie, Berlim                                   | 202    | |
|        | Velho com Casaco de Pele                                                         | 1645                   | Óleo sobre Tela                           | 110 x 82       | Gemäldegalerie, Berlim                                   | 203    | Pintura provavelmente foi recortada de todos os lados. Especula-se que tenha sido do mesmo tamanho que 204 |
|        | Velho com Graveto                                                                | 1645                   | Óleo sobre Tela                           | 128 x 112      | Museu Calouste Gulbenkian, Lisbon                        | 204    | |
|        | Horizonte e um Castelo                                                           | 1645                   | Óleo sobre Tela                           | 44.5 x 70      | Museu do Louvre, Paris                                   | 205    | Inacabada |
|        | Moinho                                                                           | c. 1645                | Óleo sobre Tela                           | 87.6 x 105.6   | Galeria Nacional de Arte, Washington                     | 206    | In the painting in its present state the mill is tilted forward |
|        | Horizonte de Inverno                                                             | 1646                   | Óleo sobre Tela                           | 17 x 23        | Schloss Wilhelmshöhe, Kassel                             | 207    | |
|        | Abraão Servindo os Três Anjos                                                    | 1646                   | Óleo sobre Tela                           | 16 x 21        | Coleção Privada                                          | 208    | |
|        | A Sagrada Família                                                                | 1646                   | Óleo sobre Tela                           | 46.8 x 68.4    | Schloss Wilhelmshöhe, Kassel                             | 209    | Coberta com um verniz amarelado |
|        | A Profetiza Ana no Templo                                                        | 1650 or c. 1646        | Óleo sobre Tela                           | 40.5 x 31.5    | Galeria Nacional da Escócia, Edinburgh                   | 210    | A pintura está recoberta com um verniz amarelado |
|        | A Natividade                                                                     | 1646                   | Óleo sobre Tela                           | 92 x 71        | Antiga Pinacoteca, Munique                               | 211a   | Parte da Série Passion para Frederik Hendrik. |
|        | Saul e Davi                                                                      | c. 1645 and c. 1652    | Óleo sobre Tela                           | 130 x 164.5    | Mauritshuis, Haia                                        | 212    | A pintura era originalmente bem maior. |
|        | Susana e os Anciões                                                              | c. 1638–1647           | Óleo sobre Tela                           | 76.6 x 92.8    | Gemäldegalerie, Berlim                                   | 213    | Recoberta com um verniz amarelado |
|        | Paisagem Noturna com a Sagrada Família                                           | 1647                   | Óleo sobre Tela                           | 33.8 x 47.8    | National Gallery of Ireland, Dublin                      | 214    | |
|        | Esboço Preparatório para o Retrato do Dr Ephraim Bueno                           | c. 1647                | Óleo sobre Tela                           | 19 x 15        | Rijksmuseum Amsterdam                                    | 215    | |
|        | Retrato de um Homem Lendo à luz de Velas                                         | 1648                   | Óleo sobre Tela                           | 66.5 x 58      | Clark Art Institute, Williamstown                        | 216    | |
|        | Cabeça de Cristo                                                                 | c. 1648                | Óleo sobre Tela                           | 25 x 20        | Gemäldegalerie, Berlim                                   | 217a   | Acompanha 217b |
|        | Estudo de óleo de Cristo                                                         | 1648                   | Óleo sobre Tela                           | 25.5 x 20.1    | Coleção Privada                                          | 217b   | Acompanha 217a |
|        | A ceia em Emaús                                                                  | 1648                   | Óleo sobre Tela                           | 68 x 65        | Museu do Louvre, Paris                                   | 218    | |
|        | Aparição de Cristo para Maria Madalena ‘Noli me tangere’                         | 1650 or slightly later | Óleo sobre Tela                           | 65 x 79        | Museu Herzog Anton Ulrich, Braunschweig                  | 219    | A pintura está extremamente mal preservada |
|        | Garota na Janela                                                                 | 1651                   | Óleo sobre Tela                           | 78 x 63        | Museu Nacional de Belas-Artes da Suécia, Estocolmo       | 220    | |
|        | Velho na Cadeira                                                                 | 1652                   | Óleo sobre Tela                           | 111 x 88       | Nation Gallery, Londres                                  | 221    | |
|        | Velho em Vestes Chiques                                                          | 1651                   | Óleo sobre Tela                           | 78.5 x 67.5    | Chatsworth House                                         | 222    | Originalmente mais alta. Recoberta copiosamente com verniz amarelado. |
|        | Hendrickje com Cobertor de Pelo                                                  | c. 1652                | Óleo sobre Tela                           | 103.3 x 86.5   | Nation Gallery, Londres                                  | 223    | Hendrickje Stoffels |
|        | Grande Auto Retrato com Boina                                                    | 1652                   | Óleo sobre Tela                           | 112.1 x 81     | Museu de História da Arte em Viena, Vienna               | 224    | Recortada no topo e no canto inferior. Recoberto copiosamente de verniz amarelado |
|        | Retrato de um Homem                                                              | c. 1651                | Óleo sobre Tela                           | 92.5 x 73.5    | Faringdon Collection, Oxfordshire                        | 225    | |
|        | Retrato de Nicolaes Bruyningh                                                    | 1652                   | Óleo sobre Tela                           | 106.8 x 91.5   | Schloss Wilhelmshöhe, Kassel                             | 226    | Recoberto com verniz amarelado |
|        | Busto de Homem Barbudo com Boina                                                 | c. 1653                | Óleo sobre Tela                           | 78 x 66.5      | Nation Gallery, Londres                                  | 227    | |
|        | Aristóteles Contemplando o Busto de Homero                                       | 1653                   | Óleo sobre Tela                           | 141.8 x 134.4  | Metropolitan Museum of Art, Nova Iorque                  | 228    | Era maior nas partes superiores e inferiores. A proporção original era 4:3 |
|        | Calisto na Natureza Selvagem                                                     | 1654                   | Óleo sobre Tela                           | 61.8 x 47      | Nation Gallery, Londres                                  | 229    | |
|        | Estudo de Óleo de um Velho com Chapéu Vermelho                                   | c. 1654                | Óleo sobre Tela                           | 52.4 x 37      | Gemäldegalerie, Berlim                                   | 230    | Recoberto por grande quantidade de verniz amarelado |
|        | Betsabé no Banho                                                                 | 1654                   | Óleo sobre Tela                           | 142 x 142      | Museu do Louvre, Paris                                   | 231    | |
|        | Mulher em uma Meia Porta Aberta                                                  | c. 1654                | Óleo sobre Tela                           | 88.5 x 67      | Gemäldegalerie, Berlim                                   | 232    | Coberta em excesso de verniz amarelado |
|        | Retrato de Jan Six                                                               | 1654                   | Óleo sobre Tela                           | 112 x 102      | Six Foundation, Amsterdam                                | 233    | |
|        | O Porta Bandeira                                                                 | 1654                   | Óleo sobre Tela                           | 138 x 113      | Metropolitan Museum of Art, Nova Iorque                  | 234    | |
|        | Auto Retrato                                                                     | 1654                   | Óleo sobre Tela                           | 72 x 58.5      | Schloss Wilhelmshöhe, Kassel                             | 235a   | Acompanha 235b |
|        | Retrato de Hendrickje Stoffels                                                   | c. 1654                | Óleo sobre Tela                           | 72 x 60        | Museu do Louvre, Paris                                   | 235b   | Acompanha 235a |
|        | The Polish Rider                                                                 | c. 1655                | Óleo sobre Tela                           | 116.8 x 134.9  | Frick Collection, Nova Iorque                            | 236    | Parcialmente inacabada, Completatada localmente por outrem. Pelo menos 8–10 cm da tela estão faltando na direita. Assim como uma tira inferior de cerca de 10 cm foi perdida e substituida por uma reconstrução pintada pelo restaurador William Suhr |
|        | José Acusado pela Esposa de Potifar                                              | 1655                   | Óleo sobre Tela                           | 110 x 87       | Gemäldegalerie, Berlim                                   | 237    | Com possiveis adições posteriores. |
|        | Esboço em Óleo de um Velho                                                       | c. 1655                | Óleo sobre Tela                           | 23 x 18        | Coleção Privada                                          | 238    | |
|        | Homem em Armadura                                                                | c. 1655                | Óleo sobre Tela                           | 137.5 x 104.5  | Kelvingrove Art Gallery and Museum, Glasgow              | 239    | |
|        | Boi Dissecado                                                                    | 1655                   | Óleo sobre Tela                           | 95.5 x 69      | Museu do Louvre, Paris                                   | 240    | |
|        | Velha Lendo (Estudo dos Efeitos de Luz)                                          | 1655                   | Óleo sobre Tela                           | 79 x 65        | Castelo de Drumlanrig, Thornhill                         | 241    | |
|        | Titus em uma Mesa                                                                | 1655(?)                | Óleo sobre Tela                           | 77 x 63        | Museum Boijmans Van Beuningen, Rotterdam                 | 242    | |
|        | Retrato Inacabado de um Garoto                                                   | c. 1656                | Óleo sobre Tela                           | 65 x 56        | Norton Simon Museum, Pasadena                            | 243    | |
|        | Homem de Boina e Tabardo                                                         | 1656                   | Óleo sobre Tela                           | 115 x 88.3     | Toledo Museum of Art                                     | 244    | |
|        | Jacó Abençoando os Filhos de José                                                | 1656                   | Óleo sobre Tela                           | 175 x 210.5    | Schloss Wilhelmshöhe, Kassel                             | 245    | |
|        | A Lição de Anatomia do Dr. Jan Deyman]]                                          | 1656                   | Óleo sobre Tela                           | 100 x 134      | Amsterdam Museum                                         | 246    | Fragmento sobreviveu à um incêndio. |
|        | Jovem Sentado em uma Mesa                                                        | c. 1656                | Óleo sobre Tela                           | 109.9 x 89.5   | Galeria Nacional de Arte, Washington                     | 247    | |
|        | Retrato de um Cavalheiro com um Par de Luvas                                     | c. 1656                | Óleo sobre Tela                           | 99.5 x 82.5    | Galeria Nacional de Arte, Washington                     | 248a   | Acompanha 248b. |
|        | Retrato de uma Dama com um Leque de Pena de Avestruz                             | c. 1656                | Óleo sobre Tela                           | 99.5 x 83      | Galeria Nacional de Arte, Washington                     | 248b   | Acompanha 248a |
|        | Retrato de um Homem, possivelmente Arnout Tholincx                               | 1656                   | Óleo sobre Tela                           | 76 x 63        | Museu Jacquemart-André, Paris                            | 249    | |
|        | Retrato do poeta Jeremias de Decker                                              | 1656                   | Óleo sobre Tela                           | 71 x 56        | Hermitage, São Petersburgo                               | 250    | |
|        | Venus e Cupido                                                                   | c. 1657                | Óleo sobre Tela                           | 110 x 88       | Museu do Louvre, Paris                                   | 251    | Possivelmente um parte de uma trilogia com as peças 252 e 253. |
|        | Juno                                                                             | c. 1657–1665           | Óleo sobre Tela                           | 127 x 106      | Hammer Museum, Los Angeles                               | 252    | Possivelmente uma trilogia com 251 e 253 |
|        | Palas Atena                                                                      | c. 1657                | Óleo sobre Tela                           | 118 x 91       | Museu Calouste Gulbenkian, Lisbon                        | 253    | Possivelmente parte de uma trilogia com 251 e 252. |
|        | O Apóstolo Paulo em sua Escrivaninha                                             | 1657                   | Óleo sobre Tela                           | 129 x 102      | Galeria Nacional de Arte, Washington                     | 254    | |
|        | O Apóstolo Bartolomeu                                                            | 1657                   | Óleo sobre Tela                           | 122.7 x 99.5   | Timken Museum of Art, San Diego                          | 255    | |
|        | Pequeno Auto Retrato de Viena                                                    | c. 1657                | Óleo sobre Tela                           | 48.9 x 40.2    | Museu de História da Arte em Viena, Vienna               | 256    | |
|        | Retrato de Titus van Rijn                                                        | 1657                   | Óleo sobre Tela                           | 67.3 x 55.2    | Coleção Wallace, Londres                                 | 257    | |
|        | Retrato de Catharina Hooghsaet                                                   | 1657                   | Óleo sobre Tela                           | 123.5 x 95     | Penrhyn Castle, Gwynedd                                  | 258    | |
|        | Retrato de um Estudioso Desconhecido                                             | 1658                   | Óleo sobre Tela                           | 108 x 85       | Metropolitan Museum of Art, Nova Iorque                  | 259    | |
|        | Esboço em Óleo preparatório de Lieven Willemsz van Coppenol                      | In or before 1658      | Óleo sobre Tela                           | 35.6 x 28      | Metropolitan Museum of Art, Nova Iorque                  | 260    | veja gravura B283 |
|        | Retrato de um Homem com Mãos no Quadril]]                                        | 1658                   | Óleo sobre Tela                           | 107.4 x 87     | Agnes Etherington Art Centre, Kingston                   | 261    | |
|        | Cristo Renascido                                                                 | c. 1658                | Óleo sobre Tela                           | 81 x 64        | Antiga Pinacoteca, Munique                               | 262    | A pintura não era originalmente oval. |
|        | Retrato de Dirck van Os                                                          | c. 1658                | Óleo sobre Tela                           | 113.5 x 88.7   | Joslyn Art Museum, Omaha                                 | 263    | |
|        | Auto Retrato                                                                     | 1658                   | Óleo sobre Tela                           | 131 x 102      | Frick Collection, Nova Iorque                            | 264    | |
|        | Filémon e Baucis                                                                 | 1658                   | Óleo                                      | 54.5 x 68.5    | Galeria Nacional de Arte, Washington                     | 265    | |
|        | Tobite e Ana                                                                     | 1659                   | Óleo sobre Tela                           | 41.8 x 54.6    | Museum Boijmans Van Beuningen, Rotterdam                 | 266    | |
|        | Moisés Quebrando As Tábulas da Lei                                               | 1659                   | Óleo sobre Tela                           | 168.5 x 136.5  | Gemäldegalerie, Berlim                                   | 267    | Inacabada |
|        | Jacó Lutando com um Anjo                                                         | c. 1659                | Óleo sobre Tela                           | 137 x 116      | Gemäldegalerie, Berlim                                   |        | |
|        | Retrato Póstumo de Saskia van Uylenburgh como Flora                              | c. 1660                | Óleo sobre Tela                           | 100 x 91.8     | Metropolitan Museum of Art, Nova Iorque                  | 269    | |
|        | Retrato de um Homem como o Apóstolo Paulo                                        | 1659                   | Óleo sobre Tela                           | 102 x 85.5     | Nation Gallery, Londres                                  | 270    | |
|        | Esboço de Óleo                                                                   | c. 1659                | Óleo sobre Tela                           | 68.5 x 55.5    | Statens Museum for Kunst, Copenhagen                     | 271    | Preparação para o 272 |
|        | ‘Senhor Desconhecido como St Bavo                                                | c. 1659                | Óleo sobre Tela                           | 98.5 x 79      | Gothenburg Museum of Art                                 | 272    | |
|        | Auto Retrato                                                                     | 1657/1659              | Óleo sobre Tela                           | 50 x 42.5      | Galeria Nacional da Escócia, Edimburgo                   | 273    | |
|        | Auto Retrato com Boina e Colarinho Levantado                                     | 1659                   | Óleo sobre Tela                           | 84.4 x 66      | Galeria Nacional de Arte, Washington                     | 274    | |
|        | Auto-Retrato                                                                     | c. 1659                | Óleo sobre Tela                           | 30.7 x 24.3    | Musée Granet, Provença                                   | 275    | Inacabado |
|        | Estudo de Luz com um Velho como Modelo                                           | 1659                   | Óleo sobre Tela                           | 38.1 x 26.8    | Coleção Daniel e Linda Bade, Milwaukee                   | 276    | |
|        | Estudo de Luz de Hendrickje Stoffels como Modelo                                 | c. 1659                | Óleo sobre Tela                           | 72.5 x 51.5    | Städel, Frankfurt am Main                                | 277    | |
|        | Hendrickje Stoffels                                                              | c. 1660                | Óleo sobre Tela                           | 78.4 x 68.9    | Metropolitan Museum of Art, Nova Iorque                  | 278    | desgastada |
|        | Titus como um Monge                                                              | c. 1660                | Óleo sobre Tela                           | 79.5 x 67.5    | Rijksmuseum Amsterdam                                    | 279    | |
|        | Um Jovem Sorrindo                                                                | 1660                   | Óleo sobre Tela                           | 81.5 x 78.5    | Baltimore Museum of Art                                  | 280    | |
|        | Auto retrato de Easel                                                            | 1660                   | Óleo sobre Tela                           | 110.9 x 90.6   | Museu do Louvre, Paris                                   | 281    | |
|        | Auto retrato                                                                     | 1660                   | Óleo sobre Tela                           | 81 x 67.6      | Metropolitan Museum of Art, Nova Iorque                  | 282    | |
|        | Assuero, Hamã, e Ester                                                           | 1655-1665              | Óleo sobre Tela                           | 71.5 x 93      | Museu Pushkin, Moscou                                    | 283    | |
|        | A Negação de Pedro                                                               | 1660                   | Óleo sobre Tela                           | 154 x 169      | Rijksmuseum Amsterdam                                    | 284    | |
|        | Estudo de um Velho de Perfil                                                     | c. 1661                | Óleo sobre Tela                           | 24.8 x 19.1    | Agnes Etherington Art Centre, Kingston                   | 285    | |
|        | A Circuncisão no Estábulo                                                        | 1661                   | Óleo sobre Tela                           | 56.5 x 75      | Galeria Nacional de Arte, Washington                     | 286    | |
|        | Nossa Senhora das Dores                                                          | 1661                   | Óleo sobre Tela                           | 107 x 81       | Musée départemental d'Art ancien et contemporain, Epinal | 287    | |
|        | Titus Posando como Anjo                                                          | c. 1661                | Óleo sobre Tela                           | 40.6 x 34.9    | Detroit Institute of Arts                                | 288    | |
|        | São Matheus e o Anjo                                                             | 1661                   | Óleo sobre Tela                           | 96 x 81        | Museu do Louvre, Paris                                   | 289    | Parte de uma série com 290–294 |
|        | O Apóstolo Bartolomeu                                                            | 1661                   | Óleo sobre Tela                           | 87.5 x 75      | J. Paul Getty Museum, Los Angeles                        | 290    | Parte da série 289-294 |
|        | O Apóstolo Simão                                                                 | 1661                   | Óleo sobre Tela                           | 98.5 x 79      | Kunsthaus Zürich                                         | 291    | Parte da série 289-294 |
|        | Apóstolo Tiago                                                                   | 1661                   | Óleo sobre Tela                           | 92.1 x 74.9    | Local Desconhecido                                       | 292    | Parte da série 289-294 |
|        | Cristo com Cajado                                                                | 1661                   | Óleo sobre Tela                           | 94.5 x 81.5    | Metropolitan Museum of Art, Nova Iorque                  | 293    | Parte da série 289-294 |
|        | Auto Retrato como Apóstolo Paulo                                                 | 1661                   | Óleo sobre Tela                           | 93.2 x 79.1    | Rijksmuseum Amsterdam                                    | 294    | Parte da série 289-294 |
|        | Dois Mouros                                                                      | 1661                   | Óleo sobre Tela                           | 77.8 x 64.5    | Mauritshuis, Haia                                        | 295    | |
|        | Margaretha de Geer                                                               | 1661                   | Óleo sobre Tela                           | 73.5 x 60.7    | Nation Gallery, Londres                                  | 296    | Esboço para 297b |
|        | Retrato de Jacob Trip                                                            | c. 1661                | Óleo sobre Tela                           | 130.5 x 97     | Nation Gallery, Londres                                  | 297a   | Acompanha 297b |
|        | Retrato de Margaretha de Geer                                                    | c. 1661                | Óleo sobre Tela                           | 130.5 x 97     | Nation Gallery, Londres                                  | 297b   | Acompanha 297a |
|        | Conspiração dos Batavos                                                          | c. 1661–1662           | Óleo sobre Tela                           | 196 x 309      | Museu Nacional de Belas-Artes da Suécia, Estocolmo       | 298    | |
|        | Sindicato dos Alfaiates de Capas                                                 | 1662                   | Óleo sobre Tela                           | 191.5 x 279    | Rijksmuseum Amsterdam                                    | 299    | |
|        | Retrato de Um Jovem                                                              | c. 1662                | Óleo sobre Tela                           | 80 x 64.7      | Nelson-Atkins Museum of Art, Kansas City                 | 300    | |
|        | Homero Ditando seus Versos                                                       | 1663                   | Óleo sobre Tela                           | 108 x 82.4     | Mauritshuis, Haia                                        | 301    | Feito como uma série de 3 com 228 e um , o Grande perdido. |
|        | Zêuxis Rindo Pintando                                                            | 1663                   | Óleo sobre Tela                           | 82.5 x 65      | Wallraf-Richartz Museum, Cologne                         | 302    | |
|        | Frederick Rihel no Cavalo                                                        | 1663                   | Óleo sobre Tela                           | 294.5 x 241    | Nation Gallery, Londres                                  | 303    | O cavalo foi pintado por outro pintor, provavelmente Titus van Rijn. |
|        | Busto de um Jovem de Quipá                                                       | 1663                   | Óleo sobre Tela                           | 65.8 x 57.5    | Kimbell Art Museum, Fort Worth                           | 304    | |
|        | Mulher com Cachorro no Colo                                                      | c. 1665                | Óleo sobre Tela                           | 81 x 64        | Art Gallery of Ontario, Toronto                          | 305    | |
|        | Velho na Cadeira                                                                 | c. 1665                | Óleo sobre Tela                           | 104 x 86       | Uffizi, Florence                                         | 306    | |
|        | Titus Lendo                                                                      | c. 1660/1665           | Óleo sobre Tela                           | 70.5 x 64      | Museu de História da Arte em Viena, Viena                | 307    | |
|        | Retrato de Gerard de Lairesse                                                    | 1665                   | Óleo sobre Tela                           | 112 x 87       | Metropolitan Museum of Art, Nova Iorque                  | 308    | |
|        | Retrato de Jan Boursse, Sentado Perto do Forno                                   | c. 1666                | Óleo sobre Tela                           | 47 x 40.5      | Museum Oskar Reinhart ‘Am Römerholz’, Winterthur         | 309    | |
|        | Jovem Olhando Sobre Ombro                                                        | mid-1660s              | Óleo sobre Tela                           | 38.4 x 31.1    | Metropolitan Museum of Art, Nova Iorque                  | 310    | |
|        | Homem com Lupa                                                                   | 1665                   | Óleo sobre Tela                           | 91.4 x 74.3    | Metropolitan Museum of Art, Nova Iorque                  | 311a   | Acompanha 311b |
|        | Mulher com Craveiro                                                              | 1665                   | Óleo sobre Tela                           | 92.1 x 74.6    | Metropolitan Museum of Art, Nova Iorque                  | 311b   | Acompanha 311a |
|        | Noiva Judia                                                                      | c. 1665                | Óleo sobre Tela                           | 121.5 x 166.5  | Rijksmuseum Amsterdam                                    | 312    | |
|        | Retrato Familiar                                                                 | c. 1665                | Óleo sobre Tela                           | 126 x 167      | Museu Herzog Anton Ulrich, Braunschweig                  | 313    | |
|        | Lucretia                                                                         | 1666                   | Óleo sobre Tela                           | 111 x 95       | Minneapolis Institute of Arts                            | 314    | As duas mãos foram (mal) pintadas posteriormente. |
|        | Retrato de Homem Grisalho                                                        | 1667                   | Óleo sobre Tela                           | 108.9 x 92.7   | National Gallery of Victoria, Melbourne                  | 315    | |
|        | Retrato de Velho Sentado                                                         | 1667                   | Óleo sobre Tela                           | 81.9 x 67.7    | Mauritshuis, Haia                                        | 316    | |
|        | Retrato de Titus van Rijn                                                        | 1668                   | Óleo sobre Tela                           | 72 x 56        | Museu do Louvre, Paris                                   | 317    | Talvez acompanha 318 |
|        | Retrato de Uma Jovem                                                             | 1668                   | Óleo sobre Tela                           | 56 x 47        | Montreal Museum of Fine Arts                             | 318    | Talvez acompanha 317 |
|        | Auto Retrato com Dois Círculos                                                   | c. 1665/1669           | Óleo sobre Tela                           | 114.3 x 94     | Kenwood House, London                                    | 319    | Inacabada |
|        | O Retorno do Filho Pródigo                                                       | c. 1660/1665           | Óleo sobre Tela                           | 262 x 206      | Hermitage, São Petersburgo                               | 320    | |
|        | Auto Retrato com 63                                                              | 1669                   | Óleo sobre Tela                           | 86 x 70.5      | Nation Gallery, Londres                                  | 321    | |
|        | Auto Retrato                                                                     | 1669                   | Óleo sobre Tela                           | 71 x 54        | Uffizi, Florence                                         | 322    | |
|        | Auto Retrato                                                                     | 1669                   | Óleo sobre Tela                           | 63.5 x 57.8    | Mauritshuis, Haia                                        | 323    | |
|        | Simeão                                                                           | 1669                   | Óleo sobre Tela                           | 98.5 x 79.5    | Museu Nacional de Belas-Artes da Suécia, Estocolmo       | 324    | A pintura ficou inacabada após a morte de Rembrandt. A mulher provavelmente foi pintada posteriormente. A pintura foi tão maltratada que hoje é uma ruína.                                                                                            |